# 在京满族同胞新年联欢会
在京满族同胞新年联欢会是在北京的满族人士每年举办的新年联欢会，自1981年末开始举办。

## 历史
1981年12月27日，在京满族同胞新年联欢会在中央民族学院举行，以迎接1982年新年。这是在北京的满族人士自中华人民共和国成立以来首次正式举办新年聚会。
辽宁大学主办的内部刊物《满族文学研究》1982年第1期刊登了如下报道：
在京满族同胞举行新年联欢会
一九八一年十二月二十七日上午，在首都的满族同胞于中央民族学院举行了迎接一九八二年新年联欢会。
国家民委副主任杨东生、胡嘉宾，最高人民检察院副检察长关山复（满族）以及北京市民委、中央民族学院的领导同志出席了联欢会。
参加联欢会的著名满族人士有：全国人大代表、政协委员爱新觉罗·溥杰，全国政协委员、画家、老舍夫人胡絜青，全国政协委员、北京师大教授启功，京剧表演艺术家程砚秋的夫人果素瑛，著名医学家吴英恺教授，载涛夫人王乃文，著名京剧表演艺术家李万春，话剧与电影演员英若诚，画家溥松窗，书法家尹润生，著名北京琴书演员关学增，相声演员常宝华、常贵田、侯耀文等约三百人。另外，全国人大代表、表演艺术大师侯宝林，著名京剧表演艺术家李玉茹，曾应邀准备参加联欢会，后因事未能到会。中国社会科学院文学研究所研究员吴晓铃先生亦因出国讲学，未能到会。
会上，胡嘉宾、关山复、溥杰等先后讲了话。李万春、果素瑛、英若诚、关学增、常宝华、常贵田，以及中央民族学院学生表演了精彩的文艺节目。
这是在京满族同胞第一次新年聚会。大家心情格外振奋，笑逐颜开，亲切叙谈。到会的老中青满族同胞一致为伟大祖国的繁荣昌盛，为中华民族的大团结而举杯祝贺。
会后，著名画家溥松窗、书法家尹润生应邀为本刊创刊号题字留念。

又讯：一九八一年年末，本刊编辑部两名同志亲去北京访问了著名满族人士溥杰、侯宝林、胡絮青、启功等同志，向他们介绍了筹备创刊《满族文学研究》的情况。他们都为我国第一份满族文学刊物的诞生而感到十分高兴，并为本刊创刊号题词、题字和提供了有关的照片。他们的热情支持将会使读者受到很大鼓舞，也为本刊留下了珍贵的纪念。